# Глєв
Глєв (хорв. Gljev) — населений пункт у Хорватії, у Сплітсько-Далматинській жупанії у складі міста Синь.

## Населення
Населення за даними перепису 2011 року становило 326 осіб.
Динаміка чисельності населення поселення:

## Клімат
Середня річна температура становить 10,77 °C, середня максимальна – 25,14 °C, а середня мінімальна – -4,31 °C. Середня річна кількість опадів – 986 мм.
| Клімат поселення                              | Клімат поселення | Клімат поселення | Клімат поселення | Клімат поселення | Клімат поселення | Клімат поселення | Клімат поселення | Клімат поселення | Клімат поселення | Клімат поселення | Клімат поселення | Клімат поселення | Клімат поселення |
| Показник                                      | Січ.             | Лют.             | Бер.             | Квіт.            | Трав.            | Черв.            | Лип.             | Серп.            | Вер.             | Жовт.            | Лист.            | Груд.            |                  |
| Середній максимум, °C                         | 7,78             | 8,36             | 11,62            | 15,48            | 20,19            | 24,09            | 25,14            | 25,03            | 20,38            | 15,99            | 10,93            | 7,97             |                  |
| Середня температура, °C                       | 1,73             | 2,31             | 5,58             | 9,45             | 14,15            | 18,04            | 20,56            | 20,45            | 15,80            | 11,42            | 6,36             | 3,40             |                  |
| Середній мінімум, °C                          | −4,31            | −3,72            | −0,47            | 3,40             | 8,10             | 12,00            | 15,99            | 15,86            | 11,23            | 6,84             | 1,77             | −1,18            |                  |
| Норма опадів, мм                              | 78               | 70               | 74               | 83               | 68               | 71               | 49               | 61               | 87               | 111              | 128              | 106              |                  |
| Середньомісячна швидкість вітру, м/с          | 2.22             | 2.56             | 2.68             | 2.58             | 2.34             | 2.06             | 2.04             | 1.93             | 2.10             | 2.18             | 2.51             | 2.56             |                  |
| Середньомісячна сонячна радіація, кДж/м²·день | 5370             | 8106             | 11764            | 16045            | 19770            | 22360            | 24121            | 21272            | 15830            | 10322            | 5909             | 4583             |                  |
| --------------------------------------------- | ---------------- | ---------------- | ---------------- | ---------------- | ---------------- | ---------------- | ---------------- | ---------------- | ---------------- | ---------------- | ---------------- | ---------------- | ---------------- |
| Джерело:                                      |                  |                  |                  |                  |                  |                  |                  |                  |                  |                  |                  |                  |                  |